# Juan Carlos Haedo
Juan Carlos Haedo (nascido em 3 de janeiro de 1948) é um ex-ciclista olímpico argentino. Haedo representou sua nação nos Jogos Olímpicos de Verão de 1976 e 1984.
Pai de Juan José Haedo.